# ATP Challenger São Paulo (1982–2002)
Der ATP Challenger São Paulo (offiziell: Visa Tennis Open) war ein Tennisturnier, das von 1982 bis 2002 jährlich in São Paulo, Brasilien, stattfand. In mehreren Jahren fand das Turnier gleich mehrfach statt. Es gehörte zur ATP Challenger Tour und wurde in der Halle auf Hartplatz gespielt. Fernando Meligeni ist mit drei Titeln im Einzel Rekordsieger. Im Doppel gewannen Cássio Motta und Givaldo Barbosa je viermal.

## Liste der Sieger

### Einzel
| Jahr                         | Sieger                 | Finalgegner              | Ergebnis          |
| ---------------------------- | ---------------------- | ------------------------ | ----------------- |
| 2002                         | Franco Squillari       | Luis Horna               | 6:2, 6:4          |
| 2001 (2)                     | Edgardo Massa          | Martín Vassallo Argüello | 7:61, 6:75, 6:4   |
| 2001 (1)                     | Agustín Calleri        | Juan Ignacio Chela       | 6:4, 6:3          |
| 2000                         | Guillermo Coria        | Tomas Behrend            | 7:5, 6:1          |
| 1999                         | Hernán Gumy            | Thierry Guardiola        | 7:6, 6:3          |
| 1998                         | Fernando Meligeni (3)  | Marcelo Filippini        | 6:1, 6:4          |
| 1997                         | Lucas Arnold Ker       | Fernando Meligeni        | 6:4, 1:0 aufgg.   |
| 1996                         | Roberto Jabali (2)     | Alejandro Hernández      | 6:2, 4:6, 6:1     |
| 1995                         | Jean-Philippe Fleurian | Vincenzo Santopadre      | 7:6, 6:3          |
| 1994                         | Gabriel Markus (2)     | Hernán Gumy              | 2:6, 6:4, 6:4     |
| 1993 (2)                     | Fernando Meligeni (2)  | Nicolás Pereira          | 7:5, 6:2          |
| 1993 (1)                     | Fernando Meligeni (1)  | Pablo Escribano          | 6:2, 6:1          |
| 1992 (2)                     | Martin Stringari       | Nicolás Pereira          | 6:3, 3:6, 6:2     |
| 1992 (1)                     | Luis-Enrique Herrera   | Jaime Oncins             | 6:2, 3:6, 6:2     |
| 1991 (6)                     | Cássio Motta (2)       | Fernando Roese           | 6:4, 6:3          |
| 1991 (5)                     | Raúl Viver             | Gabriel Markus           | 7:6, 3:6, 6:3     |
| 1991 (4)                     | Jaime Oncins (2)       | Fernando Roese           | 6:4, 6:4          |
| 1991 (3)                     | Nicolás Pereira        | Martin Stringari         | 6:3, 6:2          |
| 1991 (2)                     | Fernando Roese         | Gabriel Markus           | 6:4, 6:3          |
| 1991 (1)                     | Gabriel Markus (1)     | João Cunha e Silva       | 4:6, 6:4, 6:4     |
| 1990 (3)                     | Jaime Oncins (1)       | Francisco Yunis          | 6:3, 6:3          |
| 1990 (2)                     | João Cunha e Silva     | Cássio Motta             | 6:1, 6:2          |
| 1990 (1)                     | Miguel Nido            | Cássio Motta             | 6:3, 6:4          |
| 1989 (4)                     | Sergio Cortés          | Francisco Yunis          | 6:4, 6:3          |
| 1989 (3)                     | Pedro Rebolledo        | Luiz Mattar              | 6:3, 6:2          |
| 1989 (2)                     | Roberto Jabali (1)     | Borja Uribe              | 6:2, 2:6, 7:5     |
| 1989 (1)                     | Stefan Lochbihler      | Martin Wostenholme       | 6:3, 7:5          |
| 1988 (3)                     | Cássio Motta (1)       | Guillermo Rivas          | 6:2, 6:2          |
| 1988 (2)                     | Luiz Mattar            | Cássio Motta             | 7:5, 7:6          |
| 1988 (1)                     | Alberto Mancini        | Fernando Roese           | 4:6, 6:3, 6:4     |
| 1987 (3)                     | Ivan Kley              | Raúl Viver               | 6:4, 6:2          |
| 1987 (2)                     | Marcelo Filippini      | José Daher               | 6:2, 7:6          |
| 1987 (1)                     | Pavel Vojtíšek         | Roberto Argüello         | 6:4, 2:6, 6:3     |
| 1986 (3)                     | Eduardo Bengoechea     | Luiz Mattar              | 6:3, 6:4          |
| 1986 (2)                     | Carlos Kirmayr         | Luiz Mattar              | 6:4, 6:3          |
| 1986 (1)                     | Ivan Kley              | Alejandro Ganzábal       | 6:4, 6:3          |
| 1985                         | Francisco Maciel       | Cássio Motta             | 6:3, 6:3          |
| 1984                         | nicht ausgetragen      | nicht ausgetragen        | nicht ausgetragen |
| 1983                         | Zoltán Kuhárszky       | Víctor Pecci             | 6:4, 4:6, 6:1     |
| 1982 (3)                     | Júlio Góes             | Ney Keller               | 7:5, 6:1          |
| 1982 (2)                     | Víctor Pecci           | José Higueras            | 6:3, 4:6, 6:3     |
| 1982 (1)                     | Thomaz Koch            | Cássio Motta             | 7:6, 7:6          |
| 1980–1981: nicht ausgetragen |                        |                          |                   |
| 1979                         | Thomaz Koch            | Carlos Kirmayr           | 6:4, 7:6          |

### Doppel
| Jahr                         | Sieger                                  | Finalgegner                               | Ergebnis                |
| ---------------------------- | --------------------------------------- | ----------------------------------------- | ----------------------- |
| 2002                         | Mariano Hood (2) Sebastián Prieto (2)   | Luis Horna Sergio Roitman                 | 6:3, 6:4                |
| 2001 (2)                     | Adriano Ferreira Edgardo Massa (2)      | Marcos Daniel Ricardo Mello               | kampflos                |
| 2001 (1)                     | Agustín Calleri Edgardo Massa (1)       | Diego del Río Mariano Hood                | 5:7, 7:5, 6:3           |
| 2000                         | Mariano Hood(1) Sebastián Prieto (1)    | Tomas Behrend Germán Puentes              | 6:3, 7:66               |
| 1999                         | Jaime Oncins (2) Daniel Orsanic         | Mariano Hood Sebastián Prieto             | 6:2, 6:2                |
| 1998                         | Diego del Río Martín Rodríguez          | Edwin Kempes Peter Wessels                | 7:6, 6:3                |
| 1997                         | Nelson Aerts (2) Bernardo Martínez      | Márcio Carlsson Francisco Costa           | 6:0, 6:0                |
| 1996                         | Alejandro Hernández Òscar Ortiz         | João Cunha e Silva Jean-Philippe Fleurian | 6:2, 7:6                |
| 1995                         | Lucas Arnold Ker Patricio Arnold        | Otávio Della Marcelo Saliola              | 6:2, 4:6, 6:1           |
| 1994                         | Otavio Della Marcelo Saliola            | Nelson Aerts Danilo Marcelino             | 6:4, 6:2                |
| 1993 (2)                     | Danilo Marcelino Fernando Meligeni      | Martin Blackman Gastón Etlis              | 6:1, 7:5                |
| 1993 (1)                     | Mark Knowles Richard Schmidt            | Juan Garat Andrei Merinow                 | 6:4, 6:4                |
| 1992 (2)                     | Pablo Albano (3) Cássio Motta (4)       | João Cunha e Silva Nicolás Pereira        | kampflos                |
| 1992 (1)                     | Grant Stafford Kevin Ullyett            | Gerardo Martínez Tom Mercer               | 7:6, 6:4                |
| 1991 (6)                     | João Cunha e Silva Fernando Roese (2)   | Pablo Albano Luis Lobo                    | 7:5, 4:6, 6:3           |
| 1991 (5)                     | Francisco Montana (2) Greg Van Emburgh  | Jordi Burillo David de Miguel             | 3:6, 6:4, 6:1           |
| 1991 (4)                     | Luiz Mattar (3) Jaime Oncins (1)        | Juan Garat Marcelo Saliola                | 6:4, 6:4                |
| 1991 (3)                     | Pablo Albano (2) Luis Lobo              | Ricardo Camargo José Daher                | 7:5, 7:6                |
| 1991 (2)                     | Ricardo Acioly Mauro Menezes            | Nelson Aerts Fernando Roese               | 6:3, 3:6, 6:3           |
| 1991 (1)                     | Henrik Holm Nils Holm                   | John Letts Tom Mercer                     | 5:7, 6:4, 6:4           |
| 1990 (3)                     | Richard Lubner Francisco Montana (1)    | Nelson Aerts Danilo Marcelino             | 6:4, 7:6                |
| 1990 (2)                     | Cássio Motta (3) Javier Frana (2)       | João Zwetsch Gabriel Markus               | 6:3, 3:6, 6:1           |
| 1990 (1)                     | Javier Frana (1) Gustavo Luza           | Ricardo Camargo Ivan Kley                 | 6:3, 7:6                |
| 1989 (4)                     | Luiz Mattar (2) Cássio Motta (2)        | Juan Pino Mario Tabares                   | 7:5, 6:2                |
| 1989 (3)                     | Nelson Aerts (1) Fernando Roese (1)     | Dácio Campos Mario Tabares                | 2:6, 6:4, 6:4           |
| 1989 (2)                     | David Macpherson Gerardo Mirad          | Otavio Della Jaime Oncins                 | 2:6, 7:6, 6:2           |
| 1989 (1)                     | Marcelo Hennemann Edvaldo Oliveira      | Nelson Aerts Alexandre Hocevar            | 6:3, 6:3                |
| 1988 (3)                     | Givaldo Barbosa (4) Ricardo Camargo (2) | Pablo Albano César Kist                   | 6:7, 7:6, 6:4           |
| 1988 (2)                     | Givaldo Barbosa (3) Ricardo Camargo (1) | Marcos Hocevar Alexandre Hocevar          | 5:7, 7:6, 7:6           |
| 1988 (1)                     | Pablo Albano (1) Dácio Campos           | Gustavo Luza Alberto Mancini              | 7:5, 6:4                |
| 1987 (3)                     | Marcelo Filippini Daniel Montes de Oca  | Javier Frana Gustavo Guerrero             | 7:5, 4:6, 6:1           |
| 1987 (2)                     | José Daher Eleuterio Martins            | Ricardo Acioly Dácio Campos               | 6:3, 7:6                |
| 1987 (1)                     | Ronnie Båthman Carlos di Laura          | César Kist João Soares                    | 6:4, 6:4                |
| 1986 (3)                     | César Kist João Soares                  | Dácio Campos Carlos Kirmayr               | 6:4, 3:6, 6:3           |
| 1986 (2)                     | Givaldo Barbosa (2) Ivan Kley           | Fernando Roese João Soares                | 7:6, 6:1                |
| 1986 (1)                     | Carlos Kirmayr Luiz Mattar (1)          | Ronnie Båthman Dácio Campos               | 4:6, 6:1, 7:5           |
| 1985                         | Carlos Kirmayr Cássio Motta (1)         | Ney Keller Mauro Menezes                  | 6:4, 3:6, 7:6           |
| 1984                         | nicht ausgetragen                       | nicht ausgetragen                         | nicht ausgetragen       |
| 1983                         | Zoltán Kuhárszky Gabriel Mattos         | Víctor Pecci Hugo Roverano                | 6:2, 3:6, 6:3           |
| 1982 (3)                     | Thomaz Koch José Schmidt                | Júlio Góes Ney Keller                     | 6:4, 7:6                |
| 1982 (2)                     | Charles Strode Morris Strode            | Pablo Arraya Víctor Pecci                 | 6:1, 6:4                |
| 1982 (1)                     | Givaldo Barbosa (1) Júlio Góes          | Thomaz Koch Cássio Motta                  | 6:4, 6:1                |
| 1980–1981: nicht ausgetragen |                                         |                                           |                         |
| 1979                         | kein Doppel ausgetragen                 | kein Doppel ausgetragen                   | kein Doppel ausgetragen |